# Trading with the enemy
Trading with the Enemy: An Expose of the Nazi-American Money Plot 1933-1949, utgiven 1983, av författaren Charles Higham, är en bok som kritiskt granskar en rad ledande personer och företag i det amerikanska näringslivet och deras relationer med nazi-Tyskland. I inledningen hävdar eller beskriver författaren hur Bank for International Settlements kom att bli kontrollerad av personer närstående Hitler, och att banken därefter, tillsammans med villiga amerikanska företag, fick funktionen att medverka till att finansiera Hitler och den nazistiska regimen. I kapitlen som följer granskar författaren storföretag såsom Standard Oil, General Motors (GM), Shell, ITT och Ford Motor Company. Kritiken mot dessa företag och ledande personer inom dessa är hård. 
Standard Oil of New Jersey liksom Shell anklagas för att ha tillhandahållit olja till nazisterna. GM och Ford byggde å sin sida militärfordon för tyskarnas räkning för att underlätta för nazisternas krig och expansion. ITT anklagas bland annat för att ha försett det tyska nazistpartiet med kommunikationsutrustning. 